# Tropidurus jaguaribanus
Tropidurus jaguaribanus là một loài thằn lằn trong họ Tropiduridae. Loài này được Passos, Lima & Borges-Nojosa mô tả khoa học đầu tiên năm 2011.